# ユーハン・ヘルミク・ルーマン
- ユーハン・ヘルミク・ルーマン
- ヨハン・ヘルミク・ローマン

ユーハン・ヘルミク・ルーマン（Johan Helmich Roman, 1694年10月26日 - 1758年11月20日）は、北欧で最も重要なバロック音楽の作曲家。北欧では 「スウェーデン音楽の父」 や 「スウェーデンのヘンデル」 と呼ばれる。実際ルーマンは、ロンドンに留学してヘンデルに入門し、イタリア・バロック音楽の様式について薫陶を受けている。

## 生涯
ルーマンはスウェーデン王宮礼拝堂つきの音楽家であったユーハン・ルーマンの家族としてストックホルムに生まれた。「ルーマン」という姓は先祖が住んでいたフィンランドのラウマという場所に由来する。ルーマン少年は初め父から音楽教育を受けたらしい。
1711年にヴァイオリン兼オーボエ奏者として王宮礼拝堂の一員となった。1715年ごろ王の許しを得て海外で勉強を続けることになり、ロンドンで6年ばかりを過ごした。大半はヨハン・クリストフ・ペープシュのもとで学んだと思われ、フランチェスコ・ジェミニアーニ、ジョヴァンニ・ボノンチーニからも影響を受けた。なかんづくヘンデルの音楽はルーマンに後々まで残る深い印象を与えた。
1721年、スウェーデンに戻るとすぐに王宮礼拝堂の副楽長に任ぜられ、6年後にはスウェーデン王立管弦楽団の首席指揮者の地位についた。1720年代には公式の活動に専念し、礼拝堂の活動が大幅に改善された。1727年、《トラヴェルソ・ヴィオローネ・ハープシコードのための12のソナタ集》 が出版され、これがルーマンの生前に出版された唯一の作品であった。1731年にはスウェーデンで初めて、一般聴衆むけの公開演奏会を開いた。
1730年（36歳）にルーマンは結婚したものの、4年後に妻は死去した。1734年、スウェーデンを離れ、オーストリア・イギリス・フランス・ドイツ・イタリアの各国を旅行した。ストックホルムに戻ったのは1737年になってからで、多くの作曲家の貴重な作品を持ち帰って、王宮礼拝堂で演奏した。1738年再婚した。1740年、新しく設立された王立科学アカデミーの会員に選ばれた。
ルーマンの成功続きの経歴も、1740年代に入ると翳りを見せ始める。最大のパトロンであったスウェーデン女王ウルリカ・エレオノーラが1741年の末に死去したからである。また1742年（48歳）に入るとルーマンの活動は健康問題で妨げられるようになった。1744年には彼の代表作の一つ 《ドロットニングホルムの音楽》 と呼ばれる曲集を作曲した。これは24の楽章からなる組曲で、のちのスウェーデン国王アドルフ・フレドリクとプロイセン王女ロヴィーサ・ウルリカが1744年8月に婚礼を挙げた時の祝宴の音楽である。
しかし皮肉なことに、この二人によってルーマンの経歴はさらに翳っていく。新しい妃には音楽の趣味がなく、夫は礼拝堂の運営をきわめて厳しくしたからである。そしてこの年、2番目の妻までもが亡くなり、彼には5人の子どもたちが残された。
1745年（51歳）、この数年間に急速に進んでいた聴力の衰えが激化してルーマンは王宮礼拝堂の楽長を退いた。南西スウェーデンのカルマル市に近いリスビー郡に落ち着く。1751年から翌年にかけて一度ストックホルムを訪れて先王フレドリク1世の葬礼と新王アドルフ・フレドリクの戴冠の音楽を指揮した以外、晩年はヨーロッパ各国の論文をスウェーデン語に翻訳し、宗教的なテキストをスウェーデン語に置き換える作業に明け暮れた。
1758年（64歳）、リスビー郡の自宅でルーマンは亡くなった。それ以来、彼の作品は忘れられることなく、死の9年後、作品を保存している王立科学アカデミーが追悼式典を行った。ルーマンの作品は1810年以降、草稿の形で発見され続けている。

## 作品
おそらく最も有名な作品は、《ドロットニングホルムの音楽》、これに次いで有名なのが、「ドロットニングホルムの小音楽」 の別名もある 《組曲ニ長調》 である。無伴奏ヴァイオリンのための作品集やトリオ・ソナタ、チェンバロ組曲も残している。
ルーマンの作品は、イングマール・ベングトソンによって分類・整理されていて、器楽曲は BeRI 番号、声楽曲は Ro 番号で呼ばれる。

### 管弦楽曲
- ドロットニングホルムの音楽 BeRI 2
- フレドリク1世葬送の音楽
- シンフォニア 23曲

ホ長調 BeRI 3、 ト長調 BeRI 9、 ヘ長調 BeRI 10、 変ロ長調 BeRI 11、 ト長調 BeRI 15、 ヘ長調 BeRI 17、 ホ短調 BeRI 22、ニ長調 BeRI 24、
- 序曲 6曲

ヘ長調 BeRI 32、 ハ長調 BeRI 37、 ト短調 BeRI 43
- 管弦楽組曲 5曲
- 合奏協奏曲 2曲

変ロ長調 BeRI 45、 ト短調 BeRI 47
- オーボエ協奏曲 変ロ長調 BeRI 46
- ヴァイオリン協奏曲 5曲

ヘ短調、 ニ短調 BeRI 49、 変ホ長調 BeRI 50、 変ホ長調 BeRI 51
- オーボエ・ダモーレ協奏曲 ニ長調 BeRI 53
- フルート協奏曲 ト長調 BeRI 54

### 室内楽曲
- トリオ・ソナタ 17曲

ト短調 BeRI 101、 ロ短調 BeRI 106、 イ短調 BeRI 107、 嬰ヘ短調 BeRI 109、 ニ長調 BeRI 111、 イ長調 BeRI 114、 ホ短調 BeRI 115、 ヘ短調 BeRI 120
- トラヴェルソ・ヴィオローネ・ハープシコードのためのソナタ 12曲 BeRI 201-212
- フルート・ソナタ 12曲

ト長調 BeRI 201、ニ長調 BeRI 202、 ハ短調 BeRI 203、 ト長調 BeRI 204、 ホ短調 BeRI 205、 ロ短調 BeRI 206、 ト長調 BeRI 207、 イ長調 BeRI 208、 ハ長調 BeRI 209、 ホ短調 BeRI 210、 ト短調 BeRI 211、 ニ長調 BeRI 212
- ヴァイオリン・ソナタ
- ヴァイオリン・デュオ

### 独奏曲
- ハープシコード・ソナタ 12曲 BeRI 225-236
- ヴァイオリンのための 「エッセイ」Assaggio BeRI 301-320, 323-324

ハ短調 BeRI 310、 ト短調 BeRI320、 イ長調 BeRI 301

### 声楽曲
- スウェーデン・ミサ曲 Ro 63
- カンタータ 13曲
- テ・デウム Ro 65